# بيدرو إلسا
بيدرو إلسا (بالإسبانية: Pedro Elsa)‏ هو منافس ألعاب قوى أرجنتيني، (ولد في بوينس آيرس في الأرجنتين 1901  م).

## وصلات خارجية
- بيدرو إلسا على موقع أوليمبيديا (الإنجليزية)